# Time Passages (singolo)
Time Passages è un singolo del cantautore britannico Al Stewart, pubblicato nel 1978 come primo estratto dall'ottavo album dal titolo omonimo.  Autori del brano Time Passages sono lo stesso Al Stewart e Peter White.
Il singolo fu prodotto da Alan Parsons e distribuito dalle etichette RCA Victor e EMI (Stati Uniti).

## Descrizione
Il brano Time Passages venne composto nel 1977 dopo che Peter White aveva eseguito alcune note al piano: subito dopo lo stesso White e Al Stewart iniziarono a scrivere testo e melodia.
Il  45 giri raggiunse il settimo posto delle classifiche negli Stati Uniti e il decimo in Canada  .
In un'intervista, Al Stewart dichiarò di non aver mai particolarmente amato il brano Time Passages e che non gli era mai importato se sarebbe diventato o meno una hit.

## Tracce
7" (RCA Victor)
1. Time Passages – 4:35 (Al Stewart - Peter White)
2. Almost Lucy – 3:41

7" (EMI)
1. Time Passages – 3:59 (Al Stewart - Peter White)
2. Almost Lucy – 3:40

## Classifiche
| Classifica  | Posizione massima | Nr. di settimane |
| ----------- | ----------------- | ---------------- |
| Canada      | 10                |                  |
| Stati Uniti | 7                 |                  |